# Bisdom Tlaxcala
Het bisdom Tlaxcala (Latijn: Dioecesis Tlaxcalensis) is een rooms-katholiek bisdom met als zetel Tlaxcala, in Mexico. Het bisdom is suffragaan aan het aartsbisdom Puebla de los Ángeles. 

## Geschiedenis
Het bisdom werd opgericht op 23 mei 1959 uit delen van de aartsbisdommen Mexico en Puebla de los Ángeles. Het aartsbisdom Puebla de los Ángeles heette van 1525 tot 1903 bisdom Tlaxcala. 

## Parochies
Het bisdom had in 2020 een oppervlakte van 4.060 km2 en telde 1.325.700 inwoners waarvan 90,0% rooms-katholiek was.

## Bisschoppen
- Luis Munive Escobar (13 juni 1959 - 10 februari 2001)
- Jacinto Guerrero Torres (10 februari 2001 - 27 december 2006; coadjutor sinds 5 december 1990)
- Francisco Moreno Barrón (28 maart 2008 - 16 juni 2016)
- Julio César Salcedo Aquino (15 juni 2017 - heden)

Puebla de los Ángeles (aartsbisdom) · Huajuapan de León · Tehuacán · Tlaxcala